# Павловка (Гомельская область)
Павловка (бел. Паўлаўка) — деревня в Старовысоковском сельсовете Ельского района Гомельской области Беларуси.
На северо-востоке — урочище Заболотье. Поблизости месторождение железняка.

## География

### Расположение
В 22 км на запад от районного центра и железнодорожной станции Ельск (на линии Калинковичи — Овруч), в 199 км от Гомеля.

### Гидрография
Кругом сеть мелиоративных каналов. Рядом с деревней расположено водохранилище Павловка (мелиоративные каналы, река Батывля).

## Транспортная сеть
На автомобильной дороге Старое Высокое — Ельск. Планировка состоит из короткой прямолинейной, широтной улицы, застроенной двусторонне, деревянными домами усадебного типа.

## История
Согласно письменным источникам известна с начала XIX века как деревня в Мозырском уезде Минской губернии. В 1850 году владение Горвата. В 1879 году упоминается как селение в Ремезовском церковном приходе. Согласно переписи 1897 года располагались: хлебозапасный магазин, ветряная мельница. В 1908 году в Королинской волости.
В 1918 году открыта школа, а в 1921 году для неё построено здание. В 1929 году создан колхоз «Красный партизан», работала кузница. Во время Великой Отечественной войны в июле 1942 года оккупанты сожгли деревню и убили 39 жителей. В 1959 году в составе колхоза «Звезда» (центр — деревня Старое Высокое), размещался клуб.

## Население

### Численность
- 2004 год — 19 хозяйств, 49 жителей.

### Динамика
- 1850 год — 10 дворов.
- 1897 год — 33 двора, 230 жителей (согласно переписи).
- 1908 год — 45 дворов, 299 жителей.
- 1940 год — 72 двора, 194 жителя.
- 1959 год — 118 жителей (согласно переписи).
- 2004 год — 19 хозяйств, 49 жителей.

## Известные уроженцы
- И. А. Козинцев — один из организаторов и руководителей подполья и партизанского движения в Ельском районе во время Великой Отечественной войны, в его честь названа одна из улиц в г. Ельске.